# Roberth Karlsson
Karl Roberth Karlsson, född 30 januari 1905 i Tjällmo, död där 19 augusti 1998, var en svensk målare och musiker.
Karlsson var som konstnär huvudsakligen autodidakt. Hans konst består av landskapsmotiv från Östergötland, Västkusten och Norrland. Vid sidan av konstnärskapet var han medlem i Vadstenakvartetten.